# Menindee
Menindee, frequentemente ma erroneamente denominata "Menindie", è un piccolo comune della Nuova Galles del Sud, nella Contea di Central Darling, con una popolazione, al 2011, di 449 residenti e 980 abitanti. Si trova 110 km a sud-est di Broken Hill.

## Storia
È il più antico insediamento europeo nell'ovest della Nuova Galles del Sud e il primo stabilito sulle rive del fiume Darling. Il primo europeo a visitare la zona fu l'esploratore  Thomas Mitchell nel 1835, al quale seguì nel 1844 Charles Sturt. Nel 1860 fu una base avanzata della spedizione di Burke e Wills.

## Infrastrutture e trasporti
A Menindee passa la linea ferroviaria transcontinentale della Nuova Galles del Sud e vi attraversa il fiume Darling. È collegata da treni passeggeri della NSW TrainLink settimanalmente con Sydney, dalla quale dista per ferrovia 900 km, e con la stessa frequenza dalla linea della Indian Pacific.

## Geografia fisica

### Territorio
Una briglia presso Menindee sbarra il corso del fiume Darling dividendolo in una serie di corsi d'acqua poco profondi che formano un lago artificiale, a scopo irriguo. Si trova all'estremità occidentale del Parco nazionale di Kinchega.

### Clima
Il clima è di tipo desertico con precipitazioni medie annue di 246 mm ma con forti differenze da anno ad anno. La temperatura media va dalla media-minima di 4º C in luglio alla media-massima di 34º C in gennaio, ma è stata ottenuta anche una punta di caldo di 49,7º C nel gennaio del 1939